# Birthday Honours
I King's/Queen's Birthday Honours sono, in diversi paesi membri del Commonwealth, onorificenze concesse per rimarcare il compleanno ufficiale del monarca regnante tramite la concessione di una serie di ordini nazionali o dinastici, decorazioni e medaglie. Le onorificenze vengono concesse dal monarca stesso o da suoi rappresentanti vicereali. 

## Storia
Questa tradizione è stata inaugurata nel 1885 durante il regno della Regina Vittoria. Il compleanno del suo successore, re Edoardo VII (r. 1901–1910), cadeva il 9 novembre 1901. Dopo il 1908, venne però stabilito definitivamente di trovare una data ufficiale dove festeggiare il compleanno del monarca inglese, indipendentemente dalla sua reale data di nascita, di modo da concentrare in quel periodo tutti i festeggiamenti ufficiali e di stato (tra cui la concessione delle onorificenze). 

## Tipologia
Assieme ai New Year Honours, i Birthday Honours vengono concessi tutti gli anni. Tutte le onorificenze concesse sono pubblicate sulla gazzetta ufficiale di ciascun reame dove vengono concessi.
La data prescelta venne individuata o al primo, o al secondo o al terzo sabato di giugno. Altri reami del Commonwealth celebrano il compleanno ufficiale del monarca in date differenti (solitamente a fine maggio o ai primi di giugno), date in cui vengono concesse anche le onorificenze ad esso legate.